# Ñemby
Ñemby é uma cidade do Paraguai localizada no Departamento Central.

## História
Se tornou distrito em 1899, com o primeiro intendente sendo Pedro Regalado Bogarín. O primeiro intendente eleito democraticamente, após a queda do governo de Alfredo Stroessner, foi Enrique García, que assumiu a posição em 17 de dezembro de 1991.

## Transporte
O município de Ñemby é servido pelas seguintes rodovias:
- Caminho em pavimento ligando a cidade de Lambaré ao município de Ypané
- Caminho em pavimento ligando a cidade de San Antonio ao município de Luque [1][2][3]